# (2260) Néoptolème
Pour l’article homonyme, voir Néoptolème.
(2260) Néoptolème (officiellement (2260) Neoptolemus) est un astéroïde troyen. Il a été découvert le 26 novembre 1975 de l'observatoire de la Montagne Pourpre.

## Caractéristiques
Il partage son orbite avec Jupiter autour du Soleil au point de Lagrange L4, c'est-à-dire qu'il est situé à 60° en avance sur Jupiter.
Les calculs d'après les observations de l'IRAS lui accordent un diamètre d'environ 72 kilomètres.
Son nom fait référence à Néoptolème le héros grec.
Sa désignation provisoire était 1975 WM1.